# 马哈茂德·苏菲
马哈茂德·亚辛·苏菲（阿拉伯语：محمود صوفي ياسين دعالة，羅馬化：Mahmoud Yassen Soufi，1971年10月20日—2019年6月2日），卡塔尔男子足球运动员，司职前锋。他曾代表卡塔尔参加1992年夏季奥运会男子足球比赛，最终队伍获得第六名。